# SETI

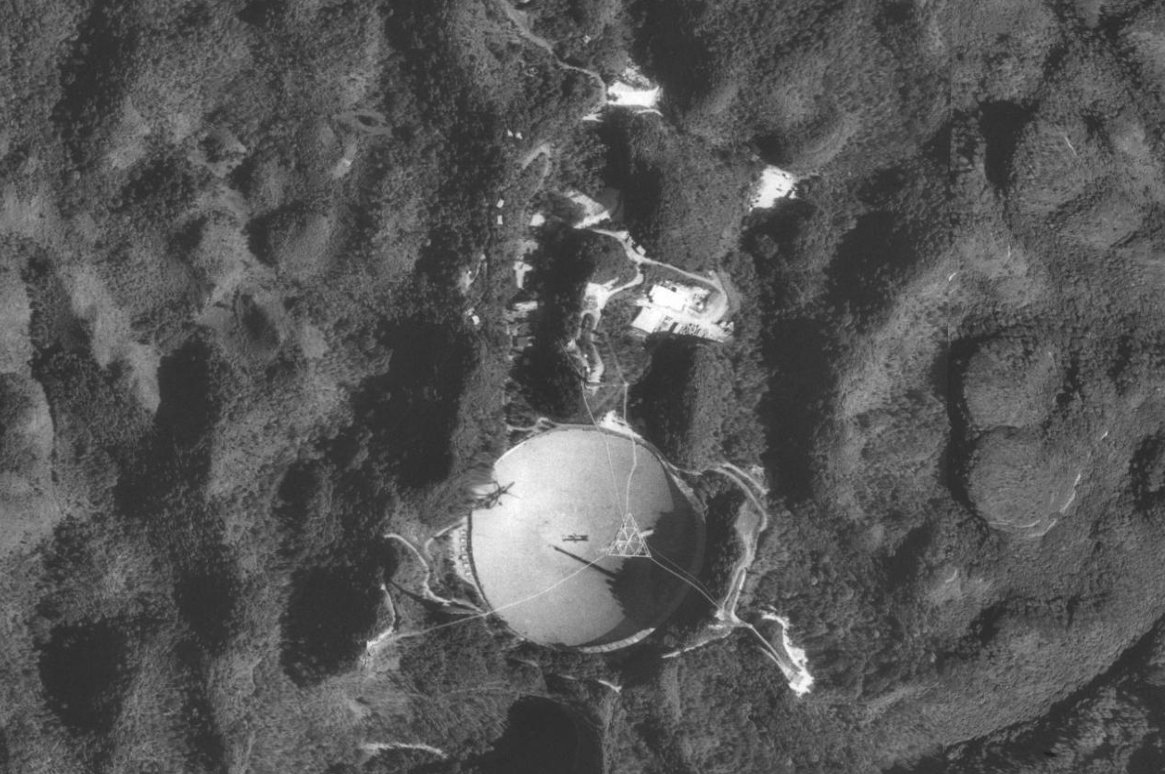
Antena del radiotelescopio de Arecibo, Puerto Rico. Imagen aérea desde 1300 metros.

SETI es el acrónimo del inglés search for extra terrestrial intelligence (búsqueda de inteligencia extraterrestre). Existen numerosos proyectos SETI, que tratan de encontrar vida extraterrestre inteligente, ya sea por medio del análisis de señales electromagnéticas capturadas en distintos radiotelescopios, o bien enviando mensajes de distintas naturalezas al espacio con la esperanza de que alguno de ellos sea contestado. Hasta la fecha, no se ha detectado ninguna señal de claro origen extraterrestre, sin incluir la todavía sin definir señal Wow!. No obstante, sí se ha llegado a detectar varios candidatos a señales SETI, de cuyas coordenadas celestes nunca se llegó a reobservar ninguna emisión (p. ej., Horowitz & Sagan (1993)).
Los primeros proyectos SETI surgieron bajo el patrocinio de la NASA durante los años 1970. Uno de los proyectos más conocidos, SETI@Home, fue apoyado por millones de personas de todo el mundo mediante el uso de sus computadoras personales, que procesaban la información capturada por el radiotelescopio de Arecibo, emplazado en Puerto Rico. Dicho telescopio sufrió un desperfecto irreparable en 2020 y propició el abandono de este proyecto después de dos décadas de trabajos.
En los últimos años, el Allen Telescope Array (ATA) en California ha sido uno de los proyectos instrumentales más importantes relacionados con SETI. Destinado principalmente a realizar observaciones astronómicas, este instrumento es capaz de buscar señales tipo SETI de forma sincrónica.
La novedad más reciente relacionada con los proyectos SETI es la Señal BLC1, una señal de radio que aparentemente provendría de Próxima Centauri.

## SETI@home

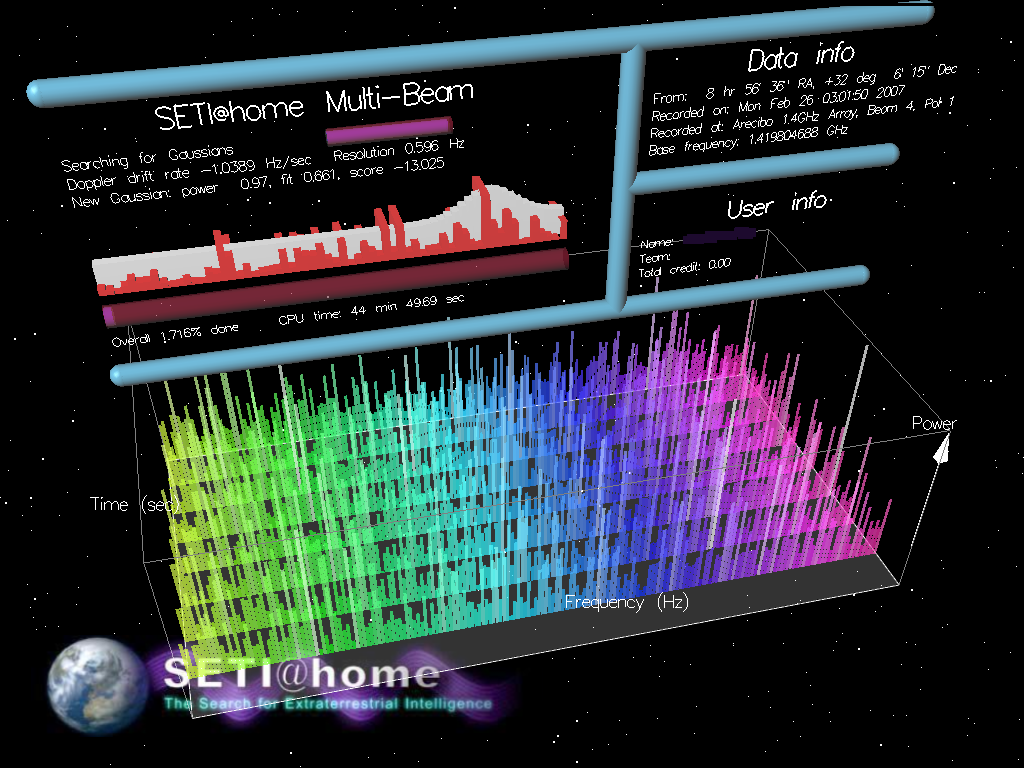
Salvapantallas activado de SETI@Home

El proyecto SETI ha trascendido su carácter de computación distribuida, al diseñar y llevar a cabo un nuevo programa que se ejecuta en el ordenador del usuario, mediante el cual es posible participar en otros proyectos que requieren grandes cantidades de proceso. Este programa tomó el nombre de BOINC (Berkeley Open Infrastructure for Network Computing). BOINC actúa como cliente de proyectos, y ahora SETI es uno de esos proyectos. Algunos proyectos que comparten la infraestructura son (se mencionan los que más tiempo llevan): 
- Einstein@Home: Busca púlsares (estrellas de neutrones) usando los detectores de onda gravitacionales LIGO y GEO 600. Están apoyados por la Sociedad americana de Física (APS).
- Climate Prediction: Tiene por objetivo realizar simulaciones meteorológicas para conseguir realizar previsiones más acertadas.
- Rosetta@home: Pretende desarrollar un método para la predicción y el diseño de proteínas y sus interacciones. Un proyecto que puede contribuir a la investigación y búsqueda de solución a muchas enfermedades humanas.
- LHC@home: Es un proyecto para ayudar a los científicos del CERN en las simulaciones de partículas en el interior del LHC (Large Hadron Collider).

Los usuarios pueden libremente apuntarse a los proyectos que quieran.
Hay más de 5 millones de usuarios en más de 200 países que están participando en este programa, y han contribuido con 19 000 millones de horas computadora.
El 4 de diciembre de 2006, el programa operaba a 310 TeraFLOPS, siendo así el segundo ordenador más potente del mundo.
Hasta el momento la señal más prometedora analizada por SETI ha sido la SHGb02+14a, la cual se origina en la constelación de Piscis y Aries a 1000 años luz de la Tierra.
En 2020 se anuncia el abandono del proyecto, sin que se hayan conseguido los resultados esperados.